# Fuji (nave espacial)
Fuji (ふじ) foi uma nave espacial tripulada japonesa, do tipo cápsula espacial, proposta pelo Centro de Pesquisa de Missão Avançada da japonesa Agência Nacional de Desenvolvimento Espacial (NASDA)  em dezembro de 2001. O desenho da Fuji não foi adotado, e portanto nenhuma nunca foi construída.
No Japão, o voo tripulado antes de 2001 tinha dependido do programa estadounidense Ônibus Espacial, e o desenvolvimento de um sistema de lançamento de voo tripulado independente foi adotado como uma meta de curto a médio prazo. Entretanto, a NASDA escolheu recomendar o uso de um sistema de lançamento reusável com asas assim como o Ônibus Espacial dos E.U.A, o Buran soviético ou HOPE-X.
No entanto, depois o governo japonês reorganizou os seus esforços na exploração espacial sobre a agência JAXA, Fuji foi proposta como uma candidata para missões espaciais. O Desastre do Ônibus Espacial Challenger em 2003 também levantou questões a respeito da segurança de veículos reutilizáveis de lançamento espacial, e a JAXA sentiu que o programa Fuji, contando com uma cápsula descartpavel, seria possível de se desenvolver em um período relativamente curto de oito anos.

## Projeto
O desenho proposto foi uma espaçonave modular, similar a naves anteriores como a Gemini, Nave Apollo e Soyuz, com várias configurações preenchendo diferentes papéis.

## Sistema Mínimo
O Sistema Mínimo foi uma configuração de Fuji que era essencialmente somente uma cápsula de reentrada com uma capacidade de voo espacial tripulado de 24 horas (1 dia). Foi agendado para a fase inicial do programa,  Esse sistema mínimo foi chamado de Módulo Núcleo, e seria um módulo com uma geometria de cone, com um diâmetro de 3,7 metros e com um peso bruto de 3 toneladas ou menos, e espaço para uma tripulaçao composta de até três pessoas. Ela teria pequenos propulsores para o controle de posição e um motor de foguete capaz de produzir uma pequena quantidade de impulso. O custo alvejado era de cerca de 800 milhões de ienes cada.

## Sistema Padrão
O Sistema Padrão foi desenhado para ser capaz de voo espaciais de até um mês de duração e até entrar em órbita lunar O sistema consistia do Sistema Mínimo junto de dois módulos adicionais, um Módulo de Expansão (ME) e o Módulo de Propulsão (MP). O ME foi visionado como um espaço de vivência, usado para viagens de longa duração, rusticamente similar em propósito ao Módulo Orbital da Soyuz. O MP teria um motor de foguete para facilitar mudanças de órbita e manobras espaciais, além de células fotovoltaicas para a produção de eletricidade.

## Sistema Economia
A conccepção de um sistema econômico visou a viagem espacial a um baixo preço, e foi baseado no Sistema Mínimo. O sistema deveria ser um versão a baixo custo do Módulo Núcleo, capaz de carregar um piloto e quatro passageiros.

## Outros Módulos
Módulos adicionais foram planejados, incluindo um Módulo Laboratório Espacial com um mecanismo de calor por radiação, um braço robótico, e um inflável Módulo de Suporte a Vida Simples.

## Características
A nave espacial Fuji foi desenhada para garantir a segurança ao adaptar tecnologias comuns já existentes com um foguete de escape e escudos térmicos ablativos
Após a reentrada, a capsula usaria um para-quedas para desacelerar e um sistema de guiamento automático baseado na tecnologia do GPS para o controle da descida e pouso.
Um método de arquitetura aberta (ou seja, com os componentes sendo planejados para possíveis atualizações e substituições) foi utilizado no desenvolvimento da Fuji para controlar os custos e promover o desenvolvimento tecnológico, e para expandir o potencial de mercado. Em particular, os desenvolvedores divulgaram informações sobre a interface entre os sistemas elétrico, térmico e mecânico, não restringiu o uso dessa interface, e proveu critérios de testes para os sistemas.
Em adição, Fuji não seria limitado ao foguete H-IIA para o lançamento.

## Conceitos avançados
Uma variedade de propósitos foram visionados para o sistema Fuji, incluindo o turismo espacial, voos para a estacoes espaciais, e voos para a Lua ou asteroides.